# Golf van Patras

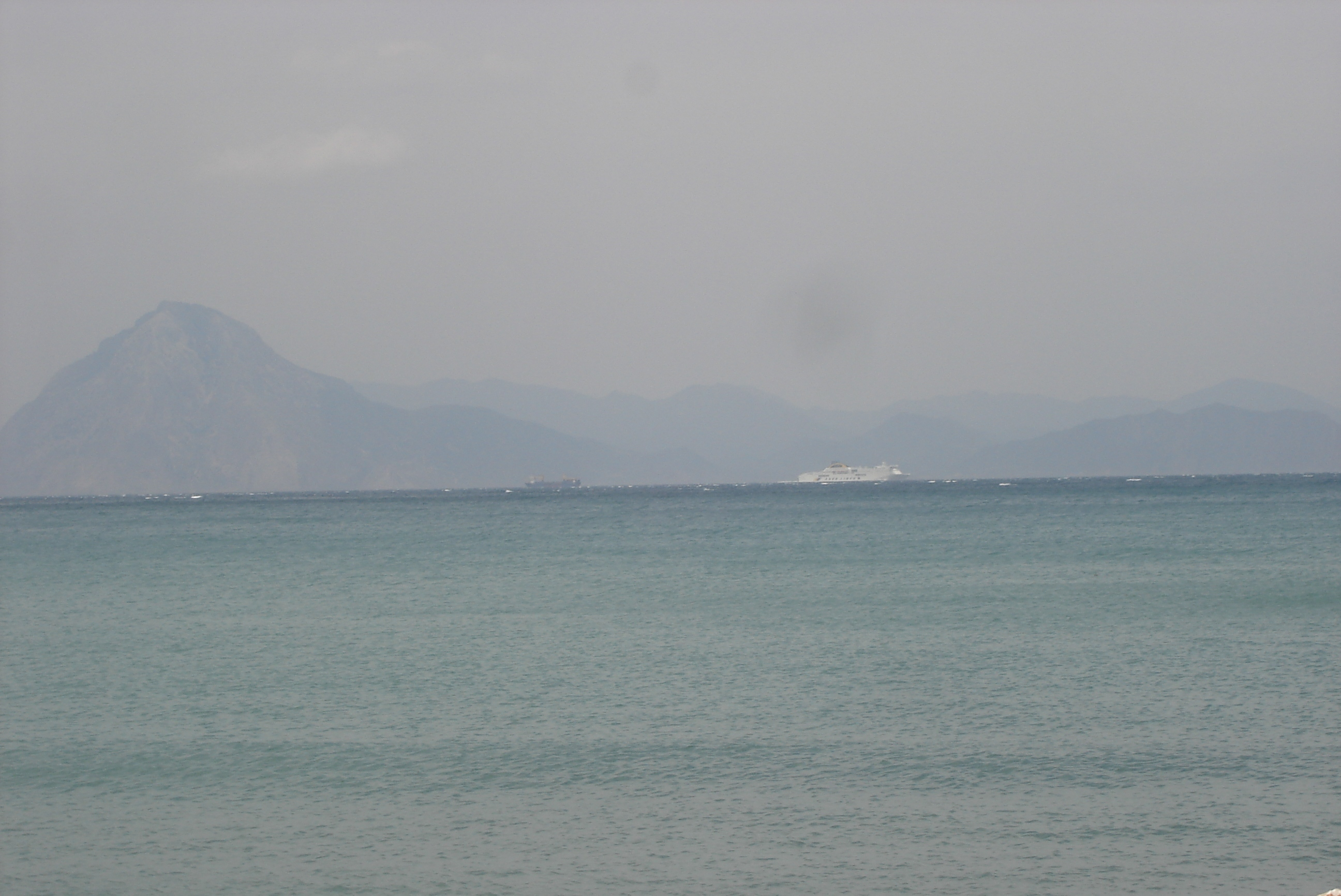

De Golf van Patras (Grieks: Πατραϊκός Κόλπος, Patraikos Kolpos) is een tak van de Ionische Zee. In het oosten wordt deze begrensd door de Straat van Rion tussen Kaap Rio en Antirrio, dicht bij de Rio-Antirriobrug. In het westen wordt het begrensd door een lijn van het eiland Oxeia tot Kaap Araxos. Het is 40–50 km lang, 10–20 km breed, en beslaat een oppervlakte van 350–400 km². De haven van Patras ligt in het zuidoosten en is de enige belangrijke haven in de golf. Deze bedient de veerboten tussen Ancona en Brindisi in Italië samen met Kefalonia. Mesolongi heeft ook een haven. Er zijn stranden in het zuiden, het oosten en een delen van het noorden. De oude haven van Rio-Antirio ligt in het oosten van de golf. De golf is rijk aan vis.
De drie zeeslagen die 'Slag bij Lepanto' werden genoemd, vonden plaats in deze golf: de slag van 1499, die van 1500 en die van 1571, hoewel Lepanto zelf in de Golf van Korinthe ligt.